# Estação Ferroviária de Albergaria-a-Velha
A Estação Ferroviária de Albergaria-a-Velha, originalmente planeada como de Valle Maior, foi uma interface da Linha do Vouga, que servia a cidade de Albergaria-a-Velha, no Distrito de Aveiro, em Portugal.

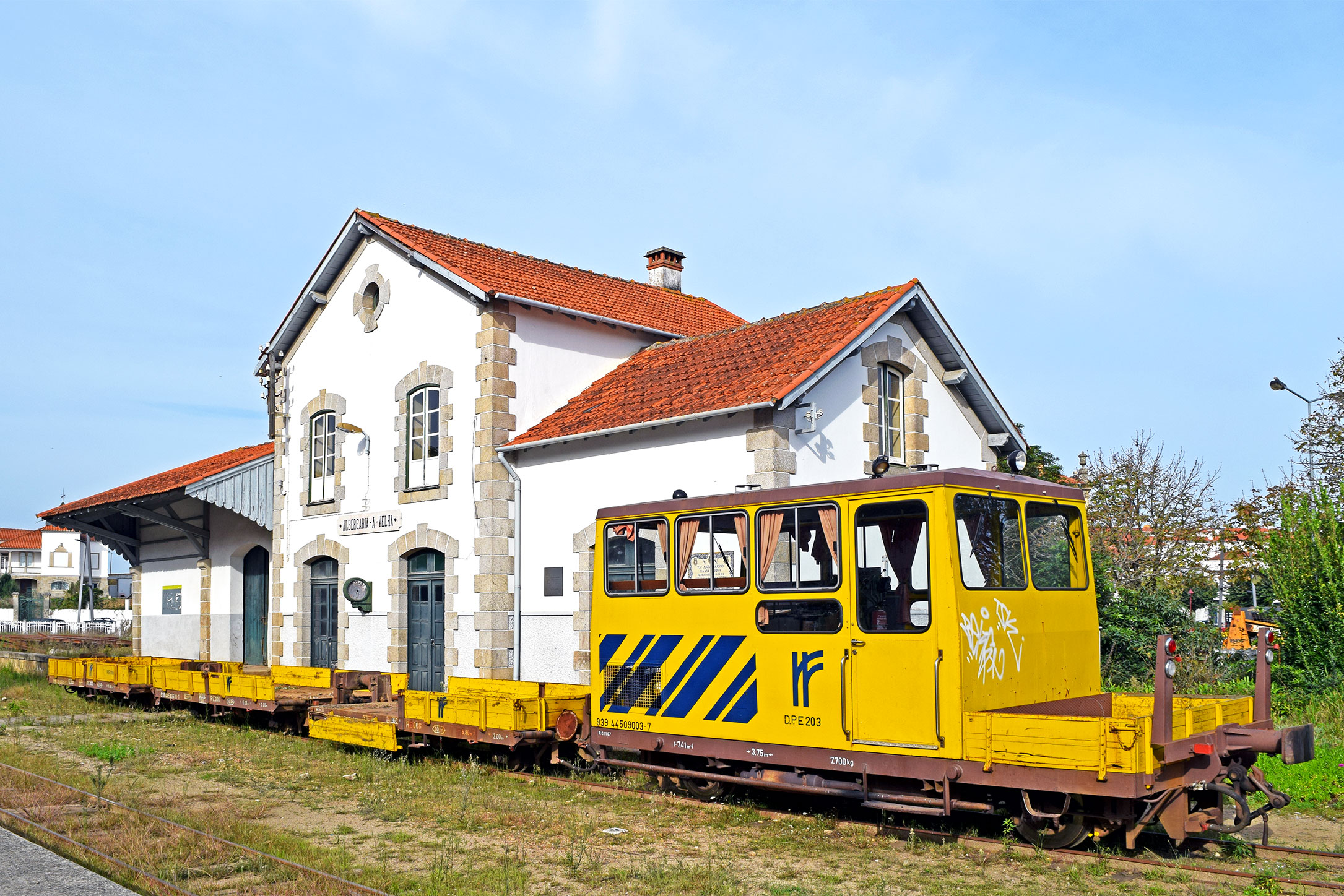
Composição técnica em Albergaria-a-Velha, em 2014.

## Descrição

### Caraterização física
A superfície dos carris (plano de rolamento) da estação ferroviária de Albergaria-a-Velha ao PK 27+900 situa-se à altitude de 11 260 cm acima do nível médio das águas do mar. O edifício de passageiros situa-se do lado norte da via (lado esquerdo do sentido ascendente, para Viseu).

### Serviços
Em dados de 2022, esta interface é frequentada por serviços da C.P. de tipo regional, com duas circulações diárias em cada sentido, entre Oliveira de Azeméis e Sernada do Vouga: tal como nos restantes interfaces deste segmento da Linha do Vouga, encerrado desde 2013, este serviço é prestado por táxis ao serviço da C.P.

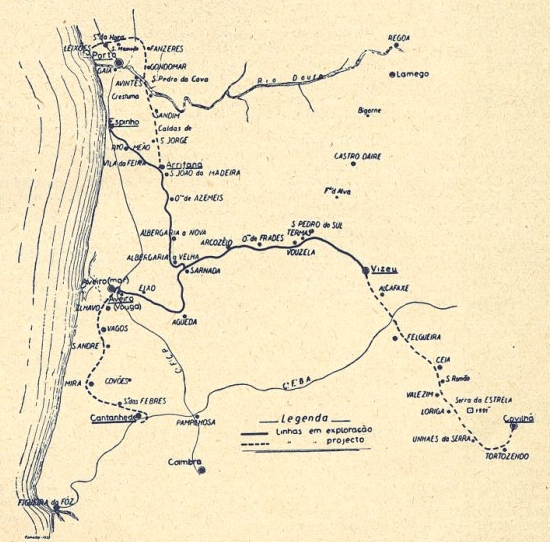
Mapa da rede do Vouga na década de 1930, onde se pode ver a localização da gare de Albergaria-a-Velha.

## História

### Antecedentes, planeamento e inauguração
Durante a fase de planeamento da Linha do Norte, na década de 1850, o engenheiro francês Wattier estudou duas hipóteses para a parte da linha desde a zona de Aveiro até Vila Nova de Gaia, tendo uma delas sido acompanhar a estrada real a partir de Avelãs de Caminho, passando, de sul para norte, por Albergaria e Oliveira de Azeméis, e seguir depois o vale de Avintes até à margem do Rio Douro, terminando em Quebrantões. No entanto, este percurso não foi utilizado, tendo em vez disso sido escolhido um traçado que fazia a linha circular quase totalmente pelo litoral, semelhante à primeira opção de Wattier.
Mais tarde, em Maio de 1894, Francisco Ferreira Palha já tinha submetido ao governo o ante-projecto para o lanço entre Espinho e o Rio Caima, no qual estava prevista a construção de uma estação denominada de Valle Maior, junto à estrada de Aveiro para Viseu, com o objectivo de servir Albergaria. Com efeito, previa-se que esta seria uma das principais localidades a serem servidas pela futura Linha do Vouga.
Em 15 de Fevereiro de 1900, foi decretado o Plano da Rede ao Norte do Mondego, no qual se incluía a Linha do Vouga, com o ramal para Aveiro a sair de Albergaria-a-Velha. Em 1903 o Ministro das Obras Públicas, o Conde de Paçô Vieira, aprovou o projecto para a Linha do Vouga, tendo modificado o início do ramal para Aveiro para Sernada do Vouga.
Em 1 de Abril de 1909, entrou ao serviço o tramo de Oliveira de Azeméis a Albergaria-a-Velha, enquanto que a secção de Albergaria até Aveiro foi aberta em 8 de Setembro de 1911. Nos horários de 1913, esta interface aparecia já com o nome de Albergaria a Velha.
Em 1933, foi realizada uma exposição regional na Estação de Albergaria-a-Velha, no âmbito do I Congresso Regional Ferroviário.

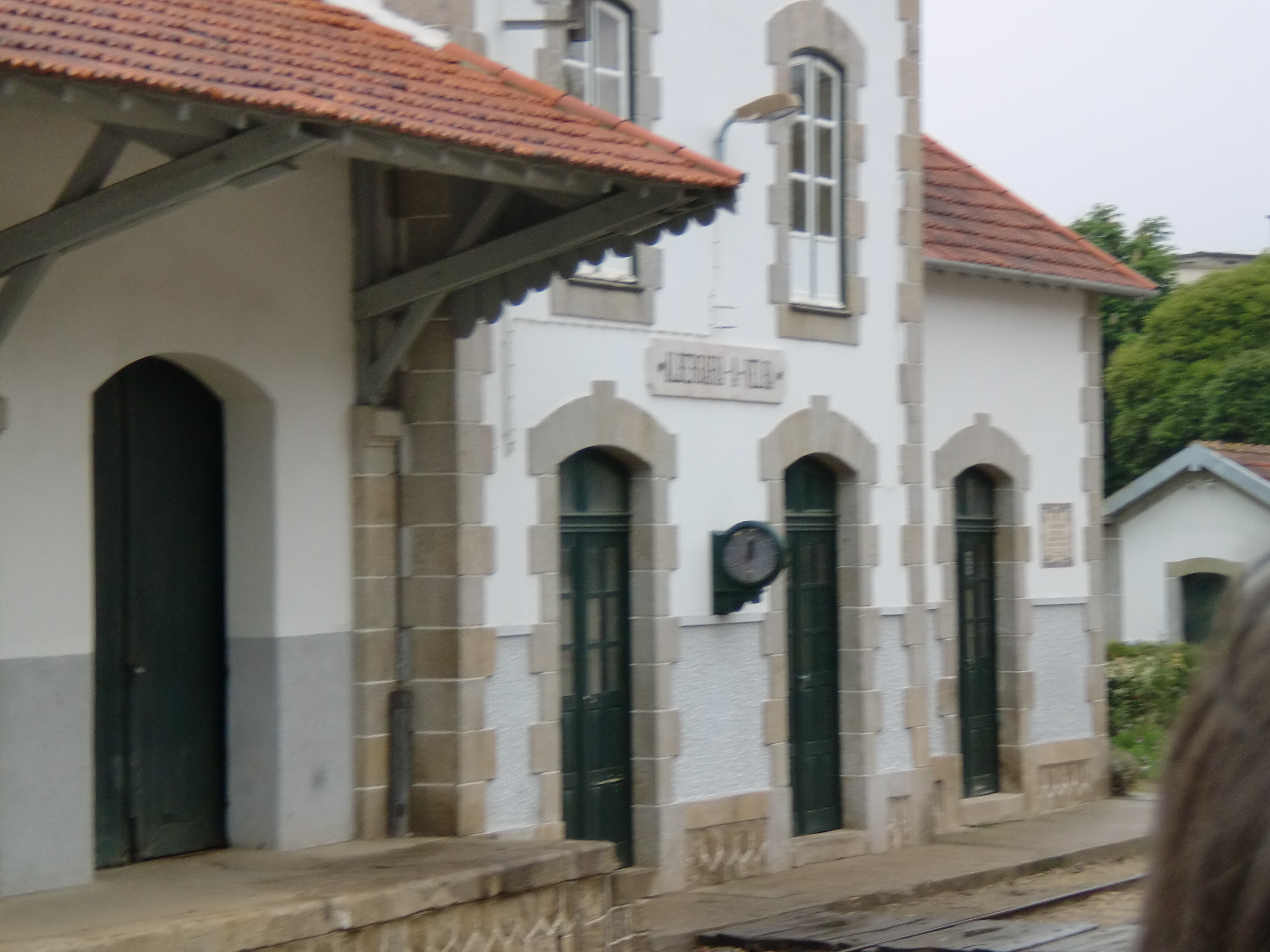
A Estação de Albergaria-a-Velha, já encerrada ao serviço comercial, em 2016.

### Transição para a CP
Em 1 de Janeiro de 1947, a Companhia dos Caminhos de Ferro Portugueses passou a explorar a Linha do Vouga.

### Suspensão
Em 2013 os serviços ferroviários foram suspensos no troço entre Oliveira de Azeméis e Sernada do Vouga (incl. Albergaria-a-Velha), por motivos de segurança, circulando apenas composições com fins técnicos (inspeção, manutenção, etc.), sendo o transporte de passageiros neste trajeto efetuado por táxis ao serviço da C.P. que frequentam locais próximos de cada estação e apeadeiro para tomadas e largadas.